# طوماس دايل بروك
طوماس دايل بروك (بالإنجليزية: Thomas D. Brock)‏ هو عالم أحياء دقيقة أمريكي، ولد في 10 سبتمبر 1926 في كليفلاند في الولايات المتحدة. يُعرف نتيجة لإكتشافه الثيرموفايلات التي تعيش في الينابيع الحارة في متنزه يلوستون الوطني نهاية الستينات من القرن الماضي، اكتشف العالم بروك البكتريا التي تعيش في درجات الحرارة العالية داخل ينابيع متنزه يلوستون، وبالتعاون مع زميله هاودسون فريز تمكن العالمان من عزل عينة من البكتريا اطلقوا عليها الاسم العلمي Thermus aquaticus.